# Robassomero
Robassomero est une commune italienne de la ville métropolitaine de Turin, dans la région Piémont.

## Administration
| Période                                  | Période | Identité         | Étiquette | Qualité |
| ---------------------------------------- | ------- | ---------------- | --------- | ------- |
|                                          |         | Mauro Pagliarani |           |         |
| Les données manquantes sont à compléter. |         |                  |           |         |

### Communes limitrophes
Nole, Cirié, Fiano, San Maurizio Canavese, Caselle Torinese, Druento, Venaria Reale